# Stevenson (Alabama)
Stevenson is een plaats (city) in de Amerikaanse staat Alabama, en valt bestuurlijk gezien onder Jackson County.
In de plaats is de elektriciteitscentrale Widows Creek gelegen.

## Demografie
Bij de volkstelling in 2000 werd het aantal inwoners vastgesteld op 1770.
In 2006 is het aantal inwoners door het United States Census Bureau geschat op 2146, een stijging van 376 (21.2%).

## Geografie
Volgens het United States Census Bureau beslaat de plaats een oppervlakte van
13,6 km², waarvan 12,8 km² land en 0,8 km² water. Stevenson ligt op ongeveer 194 m boven zeeniveau.

## Plaatsen in de nabije omgeving
De onderstaande figuur toont de plaatsen in een straal van 24 km rond Stevenson.